# Walt Driscoll
Walt Driscoll is een personage uit de Amerikaanse soapserie Dallas. De rol werd vertolkt door acteur Ben Piazza. Het personage werd geïntroduceerd in de zesde aflevering van het zesde seizoen en bleef tot de laatste aflevering met enkele onderbrekingen.

## Personagebeschrijving
Walt Driscoll werkt voor het Office of Land Management, een overheidsinstantie die de olie-industrie in Texas controleert. J.R. Ewing wil een vergunning om meer olie te kunnen pompen zodat hij zijn broer Bobby kan verslaan in de strijd om Ewing Oil. Hij nodigt Walt uit op het jacht van Holly Harwood. Als hij zegt dat Holly een mooie vrouw is zegt hij dat hij tevreden is met zijn vrouw. J.R. herinnert hem eraan dat hij vroeger niet zo was waarop Walt antwoordt dat hij ook niet meer dezelfde vrouw heeft maar een jonger model en dat hij hem niet wil helpen met zijn vergunning. Via politieman Harry McSween komt J.R. te weten dat Walts vrouw Carol een roekeloze chauffeur is. Ze zetten een aanrijding in scène waarbij Carol een man omver rijdt op een parking. De vriend van de man zegt dat hij niets heeft en gedronken heeft. Carol wil hem naar het ziekenhuis brengen, maar dat is niet nodig zeggen ze. Ze stopt hem wat geld toe en gaat weg. J.R. belt Walt om zich te verontschuldigen dat hij aandrong over die vergunning en stelt voor om te gaan eten met zijn vrouw en Sue Ellen. Ze aperitieven bij Walt thuis waar Harry McSween binnenvalt om te zeggen dat Carol iemand aangereden heeft die nu in het ziekenhuis ligt. J.R. zegt Walt dat hij alles zal regelen in ruil voor de vergunning. Walt geeft de vergunning aan J.R. en vertrekt op lange vakantie omdat de oliewereld nu op zijn kop staat.
Enkele maanden later neemt Walt contact op met J.R. in verband met een oliedeal. Hij zou vaten olie kunnen leveren aan Cuba, een land waartegen de Verenigde Staten een embargo opgelegd heeft om geen zaken mee te doen. De Cubanen willen 40 dollar per olievat betalen, terwijl de marktprijs nu maar 34 dollar is. J.R. wil deze illegale deal eerst niet aangaan, maar bedenkt zich later. Een eerste lading van 50.000 vaten vertrekt zonder problemen. Het levert J.R. twee miljoen op waarvan 100.000 naar Driscoll gaat. Intussen blijkt ook dat zijn vrouw Carol hem verlaten heeft. J.R. wil nog een tweede grote slag slaan met 1 miljoen olievaten. De helft van de vaten zijn van Holly Harwood, die aan Bobby vertelt dat er een grote lading weggaat. Bobby ontdekt al snel dat J.R. aan een embargoland wil leveren. Samen met Ray Krebbs breekt hij in bij Driscoll in zijn motel en ontdekken een koffertje waar een fototoestel in zit met een dubbele bodem waarin 100.000 dollar zit. Ray koopt een identiek koffertje en Bobby laat de inhoud namaken. Ray rijdt tegen Walt aan als die naar de luchthaven wil gaan. De politie is al snel ter plaatse omdat Bobby hen op de hoogte bracht. In al de commotie slaagt Bobby erin om de koffertjes te wisselen in de auto. Op de luchthaven laat Walt zijn koffer controleren door de douane, hij wil dat ze persoonlijk de inhoud controleren omdat de filmrollen volgens hem kapotgaan door de machine. Walt denkt ervan af te zijn, maar dan houdt de luchthavenpolitie hem aan en controleert zijn koffer, tot zijn ontsteltenis zit er geen geld in maar twee pistolen die Bobby erin gelegd heeft. Walt vliegt de gevangenis is en kan niet naar Puerto Rico vieren om daar iemand te betalen die tekent dat de olie in Puerto Rico aangekomen is in plaats van in Cuba.
J.R. komt erachter dat Bobby hem liggen heeft en gaat naar de gevangenis om Walt de mantel uit te vegen. Hij zegt dat hij door J.R. zijn werk, vrouw en geld kwijt is en dat hij zich zal wreken omdat hij hem nu niet helpt. Bobby en Ray betalen van het geld van het koffertje 25.000 dollar borg zodat Walt vrijkomt en geven de rest terug aan J.R. Walt verdwijnt even uit beeld en verschijnt dan opnieuw in het ziekenhuis waar hij een bezoek brengt aan Mickey Trotter, die in coma ligt na een aanrijding voor Southfork. Het was Walt die J.R. wilde vermoorden en hem opwachtte thuis, maar in plaats van J.R. reed hij tegen een dronken Sue Ellen en Mickey die haar probeerde te stoppen. Walt kon niet leven met het feit dat een onschuldig iemand slachtoffer geworden was van zijn acties en pleegde zelfmoord. Ook Mickey zou kort daarna overlijden.